# Eusébio
Eusébio da Silva Ferreira (IPA: [ewˈzɛbiu dɐ ˈsiɫvɐ fɨˈʁɐjɾɐ]), portugalski nogometaš, * 25. januar 1942, Lourenço Marques, Portugalski Mozambik, † 5. januar 2014.
Eusébio je pokojni portugalski nogometni napadalec mozambiškega rodu. Velja za enega najboljših nogometašev vseh časov s strani IFFHS, strokovnjakov in navijačev. Portugalsko reprezentanco je popeljal do tretjega mesta na Svetovnem prvenstvu 1966, ko je bil z devetimi goli najboljši strelec prvenstva in izbran za nagrado bronasta žoga prvenstva. Nagrado zlata žoga je osvojil leta 1965, v letih 1962 in 1966 pa je bil drugi. Petnajst sezon od dvaindvajsetih v svoji karieri je igral za Benfico, za katero je dosegel rekordnih 638 golov na 614-ih uradnih tekmah. S klubom je osvojil enajst naslovov v portugalski ligi (1960/61, 1962/63, 1963/64, 1964/65, 1966/67, 1967/68, 1968/69, 1970/71, 1971/72, 1972/73 in 1974/75), pet v portugalskem pokalu (1961/62, 1963/64, 1968/69, 1969/70 in 1971/72), enega v Pokalu državnih prvakov (1961/62), v letih 1965, 1966 in 1968 je bil najboljši strelec Pokala državnih prvakov. Rekordnih sedemkrat je bil najboljši strelec portugalske lige, v letih 1964, 1965, 1966, 1967, 1968, 1970 in 1973. Leta 1968 je kot prvi nogometaš osvojil nagrado Evropski zlati čevelj, ki jo je ponovno osvojil leta 1973.
Z vzdevki Črni panter, Črni biser in O Rei (kralj) na portugalskem, je dosegel 733 golov na 745-ih tekmah v svoji karieri. Znan je bil po svoji hitrosti ter močnem in natančnem strelu z desno nogo, zaradi česar je bil izrazit strelec. Velja za najboljšega nogometaša Benfice in Portugalske ter prvega afriškega nogometaša svetovnega slovesa. Čeprav se je rodil v Mozambiku angolskem očetu, je Eusébio, kot Matateu, Mário Coluna in ostali pred njim, lahko igral le za portugalsko reprezentanco, ker sta bili obe afriški državi del kolonialnega ozemlja, ki je pripadalo Portugalski. 
Eusébio se pogosto pojavlja na seznamih najboljših nogometašev vseh časov s strani nogometnih kritikov in navijačev. S strani FIFA je bil izbran za devetega najboljšega nogometaša dvajsetega stoletja, v anketi IFFHS in revije World Soccer pa za desetega najboljšega nogometaša dvajsetega stoletja. Pelé ga je vključil v svoj seznam 125-ih najboljših še živečih nogometašev FIFA 100 leta 2004, v anketi UEFA Golden Jubilee Poll pa je zasedel sedmo mesto. Novembra 2003 je bil ob slovesnosti UEFA izbran za najboljšega nogometaša Portugalske v predhodnih petdesetih letih.
Po upokojitvi je Eusébio deloval kot ambasador nogometa in je eden najprepoznavnejših ljudi v športu. Večkrat je bil pohvaljen za športnost in skromnost, tudi s strani tekmecev. S strani FIFA, UEFA, portugalske nogometne zveze in Benfice je bil deležen več poklonov. Nekdanji soigralec v Benfici in reprezentanci ter prijatelj António Simões je opisal Eusébiev doprinos Benfici z besedami: »Z Eusébiem smo lahko osvojili naslov evropskih prvakov, brez njega pa morda naslov v portugalski ligi.«